# Ptychochromis insolitus
Ptychochromis insolitus és una espècie de peix de la família dels cíclids i de l'ordre dels perciformes.

## Morfologia
- Els mascles poden assolir 5,5 cm de longitud total.[1]

## Hàbitat i distribució geogràfica
Viu en zones de clima tropical de l'illa de Madagascar.

## Estat de conservació
Hom creu que ha esdevingut extinta en estat salvatge a causa de la construcció de preses al riu Mangarahara (Madagascar) i només en queden dos exemplars a la Societat Zoològica de Londres.